# Фолкърк (област)
Вижте пояснителната страница за други значения на Фолкърк.
Фолкърк (на английски: Falkirk, на шотландски: Eaglais Bhreac) е една от 32-те области в Шотландия. Граничи с областите Северен Ланаркшър, Западен Лоудиън и Стърлинг.